# Jiří Hoetzel
Jiří Hoetzel (10. září 1874 Stanětice u Domažlic – 21. července 1961 Praha) byl profesorem správní vědy a správního práva na právnické fakultě Univerzity Karlovy. Kromě jiného vypracoval osnovu československé ústavy.

## Život
Roku 1896 absolvoval domažlické gymnázium, poté vystudoval práva na Univerzitě Karlově a působil jako koncipista a vicesekretář českého zemského výboru. Více se ale chtěl věnovat právní teorii, roku 1908 se na české právnické fakultě habilitoval v oboru správní vědy a správního práva, v roce 1912 zde byl jmenován mimořádným a roku 1918 řádným profesorem. Byl také děkanem fakulty (1925–1926) a členem České akademie pro vědy, slovesnost a umění i jiných mezinárodních vědeckých společností. Po vzniku Československé republiky navíc působil jako odborový přednosta na ministerstvu vnitra a poradce vlády v legislativní oblasti. Odborně se věnoval především správnímu právu procesnímu a reformám veřejné správy, kromě toho byl hlavním autorem osnovy i důvodové zprávy k Ústavní listině. Pracoval též jako redaktor Sborníku věd státních a právních a Slovníku veřejného práva československého a přispíval také do odborných časopisů Právník nebo Správní obzor. Teoretickým zaměřením byl pozitivista, jako významný nástupce Jiřího Pražáka formoval celkovou koncepci československého správního práva. Po roce 1945 však už nemohl být vědecky aktivní.

## Dílo
- Nauka o správních aktech (1907)
- Strany v rakouském řízení správním (1911)
- Záruky a exekuční prostředky v rakouském právu správním (1915)
- Rakouské řízení správní (1915)
- Ústava Republiky československé (1920)
- Meze nařizovací moci podle československé ústavní listiny (1923)
- Soudní kontroly veřejné správy (1924)
- Československé správní právo. Část všeobecná (1934, 1937)